# Pogona barbata
Dragón barbudo oriental una especie de lagarto de la familia Agamidae. Es originaria de Australia como los demás agámidos, y habita las zonas húmedas del este y sudeste de Australia.
Es un animal diurno y semiarborícola de coloración oscura con colores amarillos, grises y negros. Los machos adultos adquieren un color casi negro en su "barba" y llegan alcanzar los 60 cm de largo mientras que las hembras alcanzan unos 50cm. Es confundida frecuentemente con Pogona vitticeps el cual es similar pero de menor tamaño

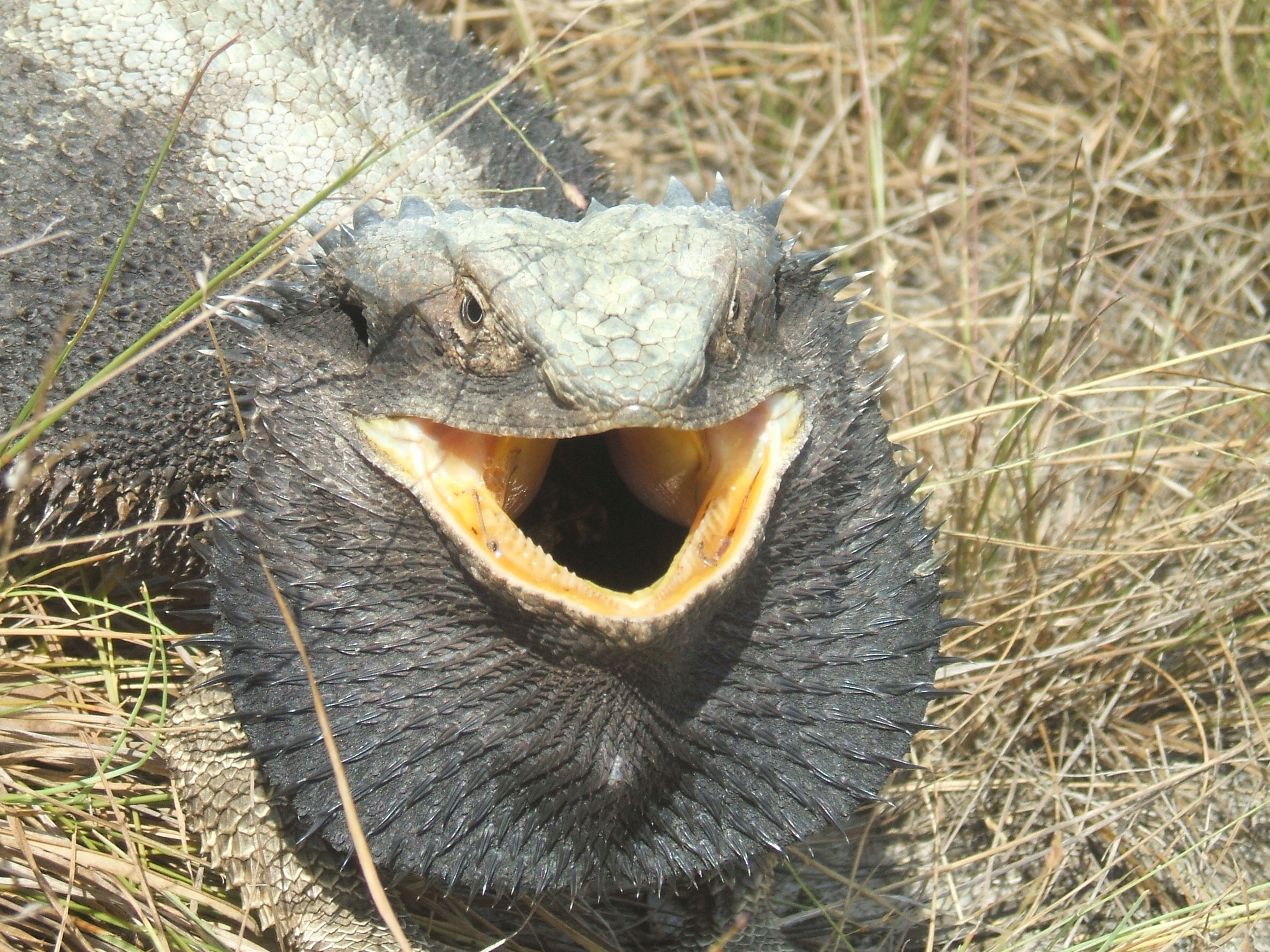
Comportamiento defensivo.

Las hembras pueden poner entre ocho y veinticuatro huevos. Al igual que Pogona vitticeps, al verse amenazada hincha las espinas de su cuello y abre su boca. Como un vestigio evolutivo cuenta con glándulas de veneno tanto en el maxilar superior e inferior.